# ماساهارو كاواهارا
ماساهارو كاواهارا (باليابانية: 河原 正治) (30 مايو 1984 في أوساكا في اليابان – )؛ هو لاعب كرة قدم سابق كان يلعب كحارس مرمى.

## وصلات خارجية
- ماساهارو كاواهارا على موقع Soccerway.com (الإنجليزية)
- ماساهارو كاواهارا على موقع عالم كرة القدم.نت (الإنجليزية)